# メディカルアート
株式会社メディカル・アート（Medicalart Co Ltd）は、東京都練馬区に本社を置く企業である。

## 概要

### 介護・福祉事業
主に在宅介護サービスを中心に訪問介護、定期巡回・随時対応型訪問介護看護、夜間対応型訪問介護サービス、定期巡回・随時対応型訪問介護看護、夜間対応型訪問介護サービス、および訪問看護サービスを行っている「めぐみの会」を運営する。

### 鉄道模型
ホーンビィなどの英国型の鉄道模型を輸入販売する鉄道模型店「メディカル・アート」を運営する。ホーンビィ社の日本代理店。

### 建築事業
小規模な医院や店舗の設計、施行、メンテナンスを行う。